# Gemulung (Pecangaan)
Gemulung is een bestuurslaag in het regentschap Jepara van de provincie Midden-Java, Indonesië. Gemulung telt 3632 inwoners (volkstelling 2010).